# Toxorhynchites amboinensis
Toxorhynchites amboinensis är en tvåvingeart som först beskrevs av Carl Ludwig Doleschall 1857.  Toxorhynchites amboinensis ingår i släktet Toxorhynchites och familjen stickmyggor. Inga underarter finns listade i Catalogue of Life.